# انیشتین کوچولو
انیشتن کوچولو یا بیبی انیشتن (Baby Einstein)، یک امتیاز آمریکایی و خطی از محصولات چند رسانه ای از جمله برنامه های ویدئویی خانگی، سی دی، کتاب، کارت های فلش، اسباب بازی ها و وسایل کودک است که در فعالیت های تعاملی برای نوزادان و کودکان نوپا زیر سه سال تخصص دارد که توسط جولی ایگنر-کلارک تولید میشود. این فرنچایز توسط The Baby Einstein Company (که قبلا با نام I Think I Can Productions شناخته می شد) تولید می شود.
این ویدئوها نوزادان، کودکان نوپا و پیش دبستانی زیر سه سال، الگوهای ساده، نمایش عروسکی، و اشیاء آشنا مانند وسایل روزمره، حیوانات و اسباب بازی‌ها را نشان می‌دهد که اغلب با موسیقی کلاسیک بازسازی‌شده توسط آهنگسازانی مانند موتزارت، بتهوون، باخ ، ویوالدی، یوهانس برامس، جورج هندل و بسیاری دیگر و همچنین برخی شعرهای سنتی دیگر همراه است.
این مجموعه ویدیویی بیشتر به خاطر کاراکتر های عروسکی که بیشتر حیواناتی هستند که ندرتاً صحبت می‌کنند و عمدتاً با صداهای ساده و صداهای حیوانی مربوطه خود ارتباط برقرار می‌کنند، شناخته شده است.
همچنین شرکت انیشتن کوچولو (Baby Einstein) یک مجموعه همراه برای کودکان پیش دبستانی به نام انیشتن‌های کوچک  منتشر کرده است. این شرکت در سال 2016،  یک نمایش دخترانه جدید به نام وی اسکوول (WeeSchool) دریافت کردند که آن نمایش هم توسط جولی ایگنر-کلارک ساخته شده بود.
انیشتن کوچولو (Baby Einstein) در سال 1996 به مردم معرفی شد و تا زمانی که کلارک آن را به دیزنی فروخت، یک شرکت کوچک باقی ماند. بین 7 نوامبر 2001،  و 13 اکتبر 2013، دیزنی مالک و اداره کننده برند Baby Einstein بود. از 14 اکتبر 2013 تا به امروز شرکت (Kids II، Inc) مالک و اداره کننده برند (Baby Einstein) است.

## مراجع
1. ↑  "The Baby Einstein Company Grows Beyond Video Aisle and into Preschool Television" (Press release).
2. ↑  VERRIER, RICHARD (2001-11-07). "Disney Buys Toy Maker, Publisher Baby Einstein". Los Angeles Times (به انگلیسی). ISSN 0458-3035. Retrieved 2018-03-19.